# Dolichoderus albamaculus
Dolichoderus albamaculus   (лат.) — вид муравьёв рода Dolichoderus из подсемейства Dolichoderinae (Formicidae). Северная, Западная и Южная Австралия. Длина около 5 мм, окраска в основном коричневые, ноги светлее. Пронотум округлый без шипиков, проподеум лишь с небольшими угловидными выступами, но без шипиков (scrobiculatus group). Головной индекс (CI, соотношение ширины головы к длине × 100): 74—79. Длина головы рабочих 0,92—1,05 мм, длина скапуса 0,82—0,99 мм, ширина головы 0,72—0,78 мм. Индекс скапуса (SI, соотношение длины скапуса к длине головы × 100): 112—128.  Стебелёк между грудкой и брюшком состоит из одного членика петиолюса. Вид был впервые описан в 2013 году австралийскими мирмекологами Стивеном Шаттаком и Шароном Марзденом (Shattuck Steven O. & Sharon Marsden; CSIRO Ecosystem Sciences, Канберра, Австралия).